# 圣加大利纳朝圣所 (锡耶纳)

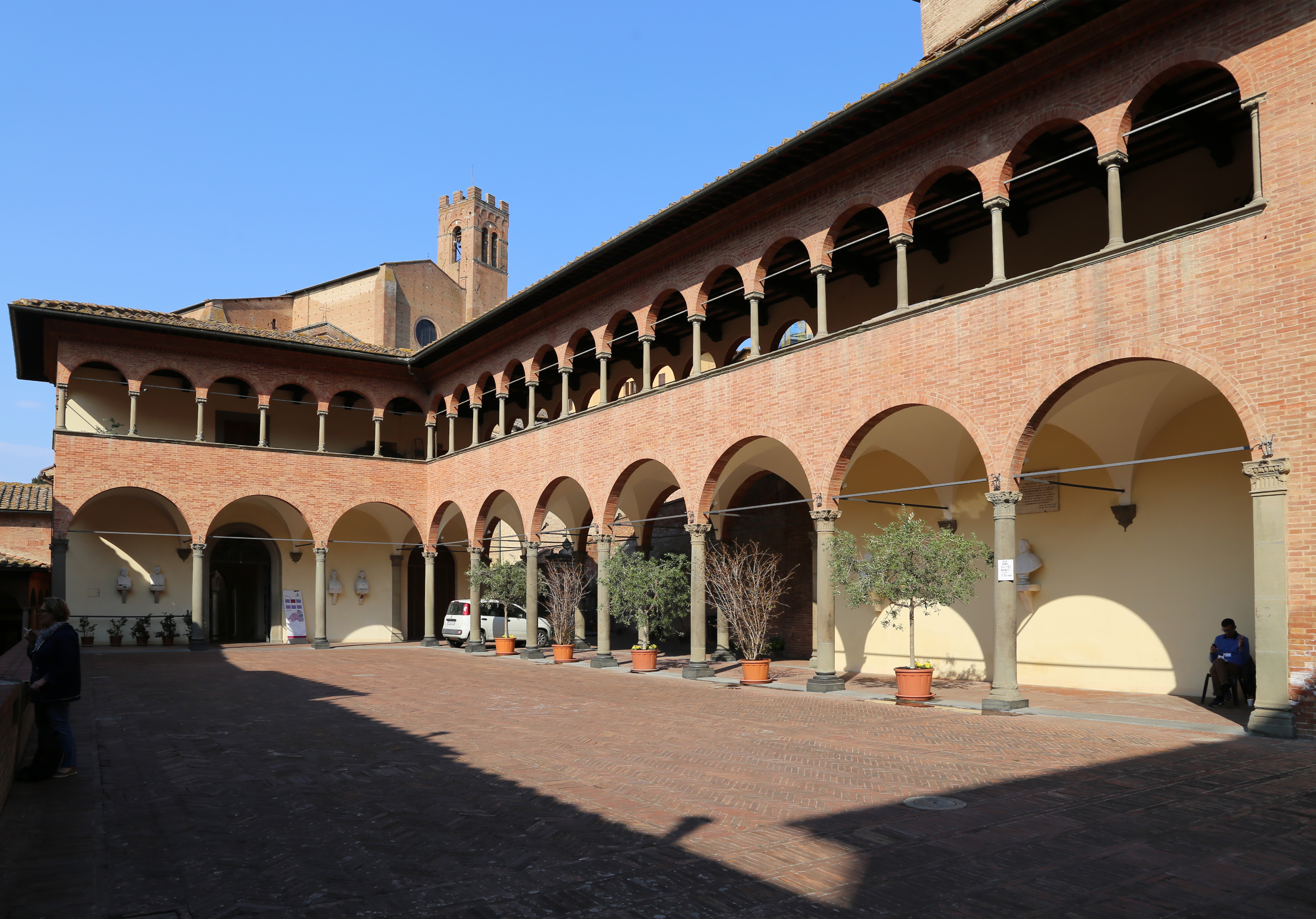
意大利市镇门廊

圣加大利纳朝圣所（義大利語：Santuario di Santa Caterina）位于意大利托斯卡纳大区锡耶纳的圣安东尼奥河岸（Costa di Sant'Antonio）。这里原是贝宁卡萨家的住所，圣加大利纳的出生地，包括拱廊、凉廊、教堂和讲堂。

## 历史
丰特布兰达地区水源充足，居住着许多羊毛工人，他们在这里有自己的住所、作坊和染房，其中就有圣加大利纳 的父亲雅各布·贝宁卡萨。1461年，加大利纳封圣后，锡耶纳市政当局立即从羊毛行会手中买下了圣人的住所和其他附属建筑，建造了一个朝圣所。1464年开始了改造。

## 拱廊和凉廊
圣人的房子仍然面向蒂拉托奥小巷（vicolo del Tiratoio），文艺复兴时期的石门上刻着“Sponsae Kristi Catherine Domus”，凉廊上有陶制的柱子。
该建筑群可从新文艺复兴时期的意大利市镇门廊（portico dei Comuni d'Italia）进入，由锡耶纳总主教马里奥·托卡贝利委托，以庆祝教宗庇护十二世在1939年宣布圣加大利纳为意大利主保圣人。门廊始建于1941年，在这一年，意大利的每个市镇都用一个相当于一块砖成本的象征性数字来支付其建设成本。门廊即因这个事实中而得名。由于战争，工程中断，直到1947年才完工。门廊上还展示了多位教宗的半身像，他们承认圣加大利纳在教会历史上的神圣性和重要性。其中包括教宗庇护二世，他在1461年封她为圣人；庇护十二世，宣布她为意大利的主保圣人；保禄六世，于1970年任命她为教会圣师；以及若望保禄二世，在1999年宣布她为欧洲的主保圣人。门廊还有一口文艺复兴时期的井，可能是由巴尔达萨雷·佩鲁齐在十六世纪上半叶设计。
还有另外两座凉廊，较古老的一座是由巴尔达萨雷·佩鲁齐的学生吉奥万·巴蒂斯塔·佩洛里建于1530-1550年。第二座凉廊建于现代，是一尊圣加大利纳的大型灰泥雕像。

## 十字架堂

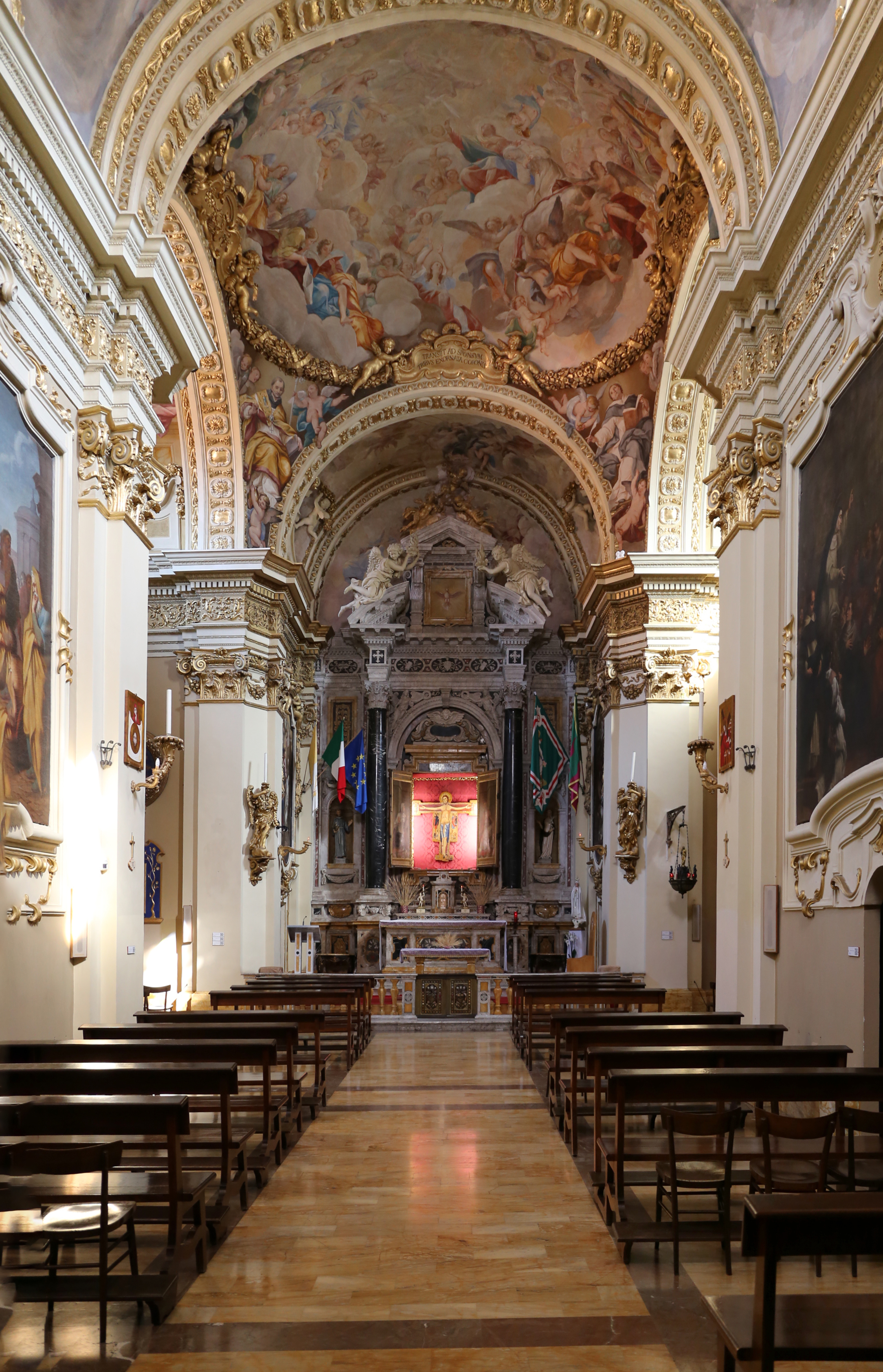
十字架堂内部

十字架堂（chiesa del Crocifisso）从第三个门廊进入，建于1614-1623年，位于原来贝宁卡萨家花园所在的土地上。建造该堂的目的是为了安放神奇的圣加大利纳十字架，1375年，加大利纳在比萨圣基斯定堂受圣伤，那座神奇的十字架可以追溯到12世纪下半叶。教堂祝圣的那一年，这座十字架放置到下面的讲堂，现在放置在正祭台，两侧是由巴托洛梅奥·尼洛尼绘制的16世纪的门，门上有“圣加大利纳”和“圣热罗尼莫”的人像。大理石祭坛由佛罗伦萨人托马索·雷迪建造，可追溯到1649年。
教堂里有几幅17世纪的画作，由多位作家绘制，描绘了圣加大利纳的生平场景。中殿右侧是尼科洛·弗朗奇尼的《教宗重返罗马》（1769年）和亚历山德罗·卡尔维的《圣加大利纳劝诫教宗重返意大利》（1768年）；左侧是利贝罗·圭里尼的《圣加大利纳的画像》（1777年）和加尔加诺·佩皮格纳尼的《圣加大利纳被士兵袭击》（1765年）。
圣所的两座祭坛是鲁蒂略·马内蒂的《圣加大利纳的神化》（左侧祭坛）和塞巴斯蒂亚诺·孔卡的《圣加大利纳和额我略十一世》（右侧祭坛）。在后者附近还有鲁蒂略·马内蒂的《圣加大利纳的圣伤》。在正祭台，除了前面提到的比萨十字架外，还有朱塞佩·尼古拉·纳西尼（1701-1703）的《圣加大利纳神魂超拔》和《圣加大利纳受圣史若望和圣多玛斯·阿奎那的启发写作》。
拱顶湿壁画绘制于1701-1703年，主要由朱塞佩·尼古拉·纳西尼绘制，包括《圣加大利纳的荣耀》（圆顶）、《受圣伤》（正祭台）、《升天》（圣所）和《天堂的祈祷》（中殿）。
教堂里还有一盏青铜还愿灯，由二战中阵亡士兵的母亲订制。意大利市镇或协会每年都会在特定场合提供给灯供油。

## 厨房堂

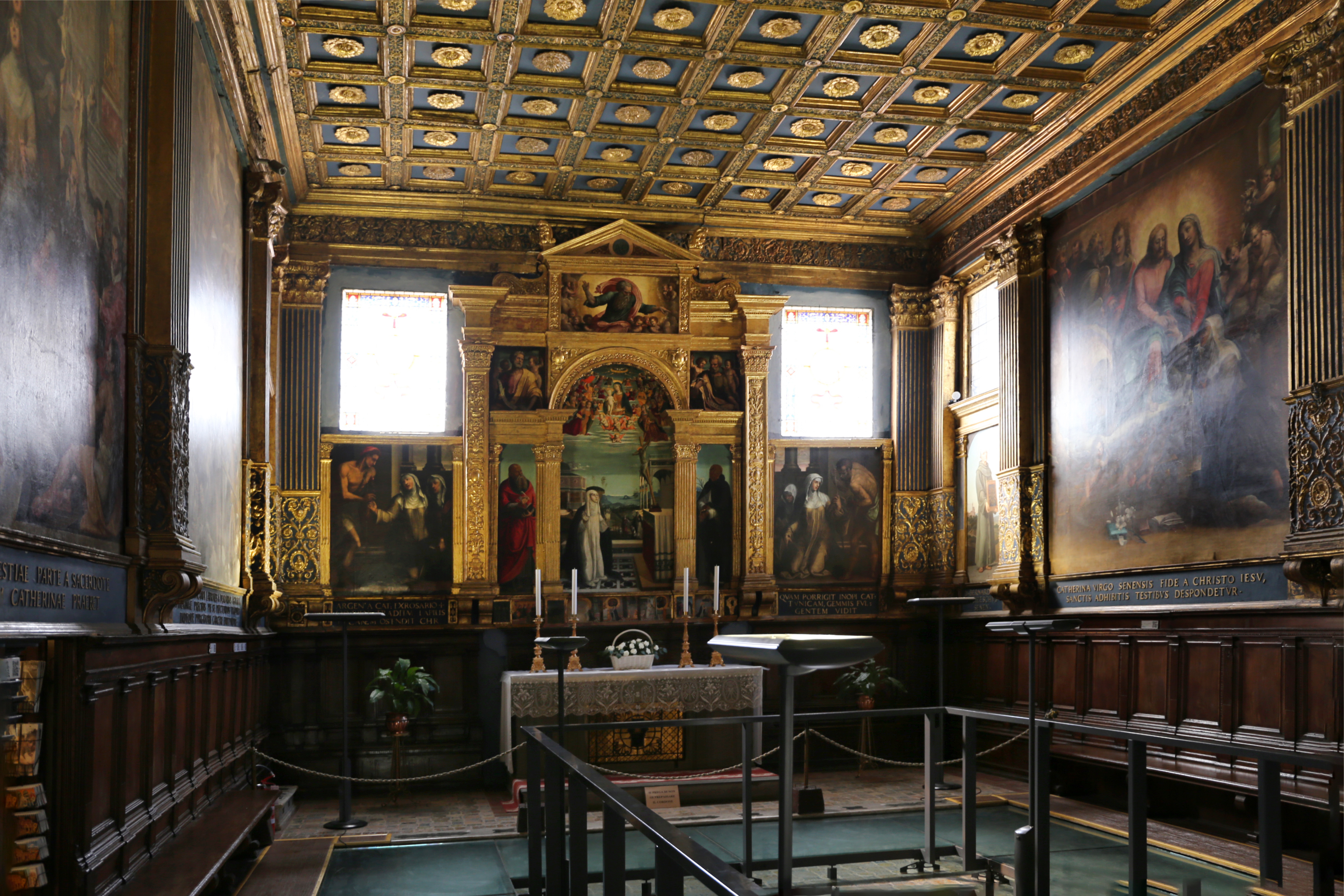
厨房堂

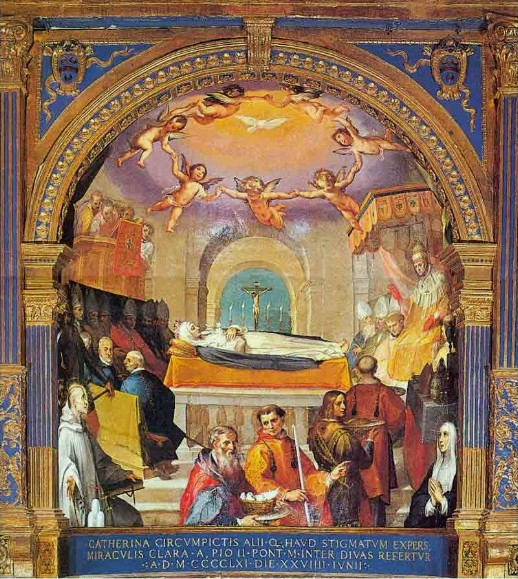
厨房堂，弗朗切斯科·瓦尼的湿壁画《圣加大利纳的封圣》

在十字架堂的前面是厨房堂（oratorio della Cucina）。这个地方最初是贝宁卡萨家的厨房，祭坛下仍然有壁炉的残骸，加大利纳神魂超拔时落在壁炉上，却安然无恙。在1482-1483年，善会将厨房改造成了会堂。在1550-1555年，又扩展到相邻的房间，到1661年完成。
到16世纪，该堂配备了錫釉彩陶地板、金色格子天花板（1594年修复）和木制咏经席。
祭坛画由贝尔纳多·丰盖绘制于1495-1497，包括《圣加大利纳受圣伤》和《圣加大利纳的荣耀》，以及《圣人生平事迹》。1567-1571年，巴托洛梅奥·尼洛尼绘制了《天父》和《两位先知》，以及两个侧面场景，包括《圣女加大利纳将朝圣衣献给耶稣》和《耶稣将收到的十字架归还给圣人》。
侧墙和后墙展示了各位艺术家的油画，大多绘制于1578-1635年之间，描绘圣人生平场景。
在左墙上，从入口开始是：
- 亚历山德罗·卡索拉尼的《真福若望·科洛姆比尼》（1582）
- 彼得罗·索里的《圣加大利纳取出一块骨头》（1587）
- 克里斯托福罗·朗卡利的《圣加大利纳神奇地领圣体》（1582）
- 拉坦齐奥·博纳斯特里的《圣加大利纳为两个死刑犯祈祷》（1580）
- 加埃塔诺·马里内利的《真福盎博罗削·桑塞多尼》（1872）

在右边的墙上，从入口开始：
- 亚历山德罗·卡索拉尼的《真福安德肋·加莱拉尼》（1582）
- 亚历山德罗·卡索拉尼的《将圣天使堡的钥匙交给教宗乌尔班六世》（1582）
- 克里斯托福罗·朗卡利的《圣加大利纳劝说额我略十一世从阿维尼翁返回罗马》（1582）
- 爱康盖洛·萨利姆贝尼的《圣加大利纳与耶稣的神秘婚礼在圣母、大卫王、圣保禄、圣史若望和圣多明我面前举行》（1578]）
- 彼得罗·阿尔迪的《锡耶纳的圣伯尔纳定》（1872）

后墙上，从左到右：
- 彼得罗·索里的《圣加大利纳选择荆棘王冠而不是宝石》（1606）
- 鲁蒂略·马内蒂的《圣加大利纳受鸽子形状的圣灵启发祈祷》（1635）
- 弗朗切斯科·瓦尼的《圣加大利纳的封圣》（1600）
- 弗朗切斯科·瓦尼的《圣加大利纳与耶稣圣心》（1585）
- 鲁蒂略·马内蒂的《圣加大利纳在十字架前祈祷》（1635）

## 房间堂

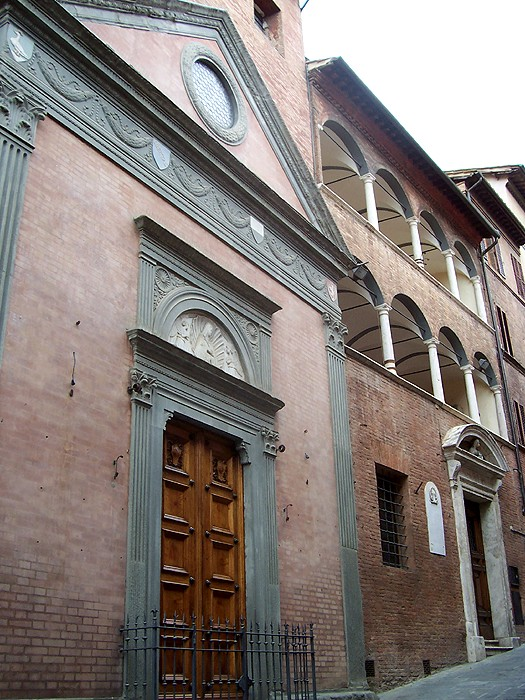
达布兰达喷泉圣加大利纳堂立面

同一个凉廊走下楼梯，来到另一个教堂，房间堂（Oratorio della Camera），里面有亚历山德罗·弗兰奇和盖塔诺·马里内尔的十九世纪油画，同样描绘圣人的生平事迹。从入口顺时针方向看，画作描绘了以下主题：
- “圣加大利纳与圣婴耶稣的神秘婚礼”
- “圣母将儿子耶稣送给圣人”
- “圣加大利纳的母亲看到女儿爬上悬空的楼梯”
- “圣加大利纳剪掉头发”
- “圣人的父亲看到女儿头上的白鸽”
- “作为朝圣者送给耶稣的礼物”
- “耶稣基督递给圣人两顶王冠，一顶是荆棘，一顶则是宝石”

祭坛上有一幅古老的画作，即吉罗拉莫本韦努托的《圣加大利纳受圣伤》（16世纪初）。
堂内可以看到加大利纳休息的小隔间。这里保存了几件圣髑，地板上可以看到圣人用作枕头睡在地上的石壁。

## 布兰达喷泉圣加大利纳堂
走下楼梯，会到达布兰达喷泉圣加大利纳堂（Oratorio di Santa Caterina in Fontebranda），这里原是加大利纳父亲染坊的所在地，在1465-1474年改造成了一座教堂，今天它是鹅区的教堂。